# Meall na Teanga
Der Meall na Teanga ist ein 918 m (3.012 ft) hoher, als Munro und Marilyn eingestufter Berg in Schottland. Sein gälischer Name kann mit Berg der Zunge übersetzt werden. Er liegt in der zur Council Area Highland gehörenden Region Lochaber, gut 12 Kilometer nördlich von Spean Bridge.
Gemeinsam mit dem südwestlich benachbarten, Meall na Teanga hohen Sròn a’ Choire Ghairbh und weiteren, niedrigeren Gipfeln bildet der Meall na Teanga eine eigenständige Berggruppe, die im Süden von Loch Arkaig und im Norden von Loch Garry begrenzt wird. Im Osten reicht sie bis an die Ufer von Loch Lochy im Great Glen, dessen Westufer der markante kuppelförmige Gipfel des Meall na Teanga überragt. Vom kurzen, in Nord-Süd-Richtung verlaufenden Gipfelgrat des Meall na Teanga führen Grate in mehrere Richtungen, zum komplexen Massiv zählen zudem mehrere Neben- und Vorgipfel. Drei kurze Grate verlaufen nach Norden, Nordosten und Südosten. Der Nordostgrat stellt den Übergang zum 839 m (2.753 ft) hohen Meall Dubh dar, einem Corbett-Top, der den Meall na Teanga vom nördlich anschließenden Sròn a’ Choire Ghairbh und dem zwischen beiden Bergen liegenden Cam Bealach trennt. Der Südost- und der Nordostgrat umschließen gemeinsam mit dem Meall Dubh das steile Coire Leacachain. Südwestlich des durch einen Cairn markierten höchsten Punkts verbindet ein kurzer Grat den Meall na Teanga mit dem 907 m (2.976 ft) hohen Vorgipfel Meall Coire Lochain. Von diesem aus spaltet sich der Grat in einen zunächst nach Süden und dann nach Südosten sowie in einen nach Westen verlaufenden Grat. Der Südgrat umschließt gemeinsam mit dem Südostgrat des Meall na Teanga das steile und felsige Coire Lochain mit einem kleinen, gleichnamigen See. Hingegen fällt der Grat nach Westen mit sanften, grasbewachsenen Hängen in das Gleann Cia-aig ab. Der Westgrat besitzt mit dem 875 m (2.871 ft) hohen Meall Odhar einen weiteren Vorgipfel, von dem ein kurzer schmaler Felsgrat nach Norden führt. Östlich dieses Grats liegt das Coire Odhar Beag, westlich das Coire Odhar Mòr, beides von Felsstrukturen geprägte steile Corries.

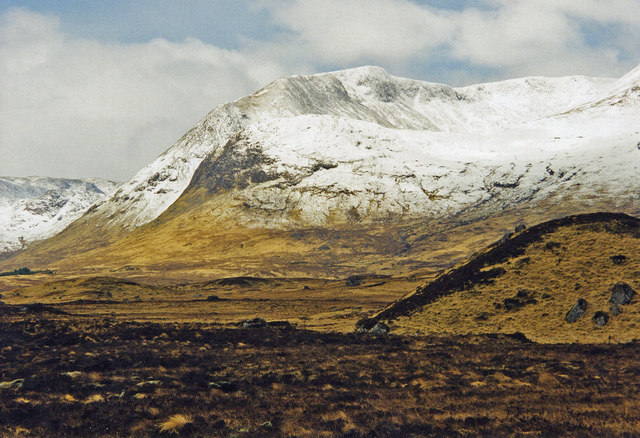
Der Meall na Teanga aus dem Gleann Cia-aig gesehen
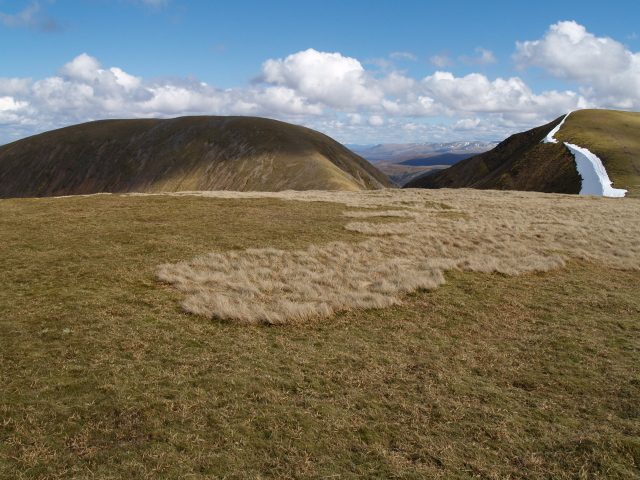
Blick vom Meall Odhar nach Osten zum Meall na Teanga, rechts der Meall Coire Lochain
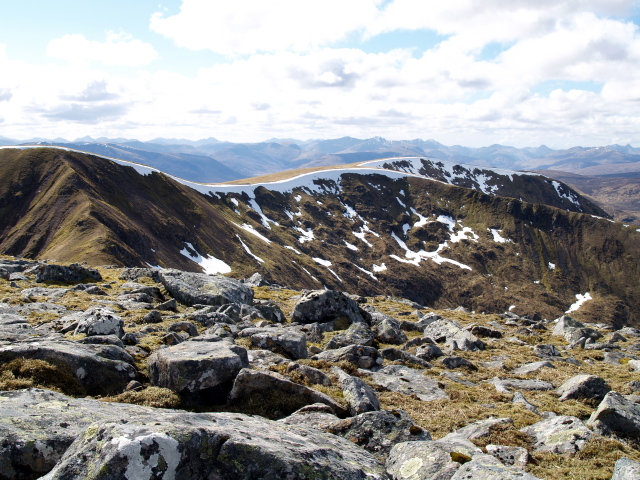
Der obere Teil des Coire Odhar Beag und der Meall Odhar, vom Hauptgipfel aus gesehen
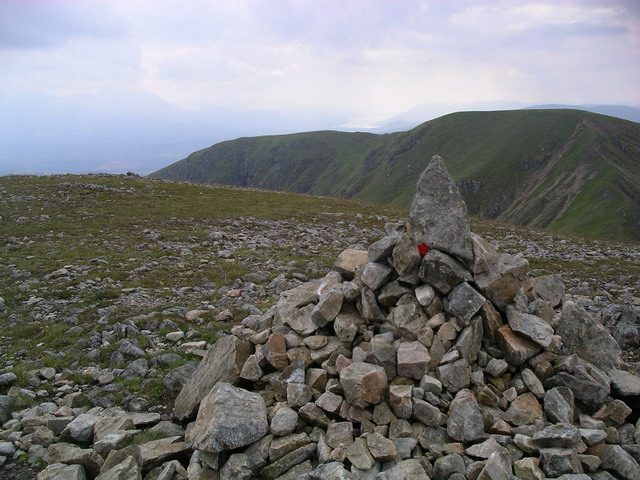
Der Gipfelcairn des Meall na Teanga, Blick nah Westen, im Hintergrund der Meall Coire Lochain

Viele Munro-Bagger besteigen den Meall na Teanga gemeinsam mit dem Sròn a’ Choire Ghairbh, der Zustieg zu beiden Gipfeln führt über den Cam Bealach zwischen beiden Bergen. Ein Ausgangspunkt für eine Besteigung ist die nordöstlich des Berges liegende kleine Ansiedlung Kilfinnan am Nordende von Loch Lochy. Der Zustieg führt zunächst entlang des Nordufers von Loch Lochy und dann ansteigend bis zum Cam Bealach. Von dort führt der Zustieg die Westflanke des Meall Dubh querend zum Nordgrat und über diesen zum Gipfel. Zum Cam Bealach ist ein Zugang auch von einem Parkplatz am Ostende von Loch Arkaig am Wasserfall Eas Chia-Aig durch das Gleann Cia-Aig möglich, der Übergang aus dem Tal zum Cam Bealach führt allerdings durch sumpfiges Terrain.